# DFI
DFI, или Diamond Flower Inc., — крупный производитель материнских плат, базирующийся на Тайване.

## Информация о компании

### Название
Недавно в компании была путаница по вопросу, что обозначает название, тем не менее в качестве простого слогана было взято выражение «Design for Innovation» — «дизайн для инновации».
Компания изготавливала референс платы для Intel до 2000 года.

### Местоположение
DFI располагается в городе Xizhi Тайваня с региональными офисами в Соединённых Штатах, Европе, Китае и Японии.

## Популярные продукты
Различные варианты включают в себя некоторые из этих популярных продуктов в сериях Lanparty:
Является первостепенным поставщиком и изготовителем MSI.
Socket AM2/AM2+/AM3/AM4
- DFI LP JR 790GX-M2RS (Hardlocked 8/8X PCIe 2.0)
- DFI LP DK 790GX-M2RS
- DFI LP DK 790FXB-M2RSH
- DFI LP DK 790FXB-M2RS
- DFI LP DK 790FX-M2RS
- DFI LP UT 790FX-M2R

Socket AM2
- LANParty UT nForce 590 SLI-M2R/G

Socket 939
- LANParty UT Crossfire CFX3200-DR
- LANParty UT Crossfire RDX200 CF-DR
- LANParty UT nForce 4 SLI-DR Venus
- LANParty UT nForce 4 SLI-DR Expert
- LANParty nForce 4 SLI-DR (также доступна версия UT)
- LANParty UT nForce 4 SLI-D
- LANParty UT nForce 4 Ultra-D
- LANParty UT nForce 3 Ultra-D

Socket 754
- LANParty UT nForce 3 250 GB

Socket A (462)
- LANParty NFII Ultra
- LANParty NFII Ultra B
- LANParty KT400A

Socket T (LGA775)
- LANParty UT X48 T3R
- LANParty UT X48 T2R
- LANParty LT X48 T2R
- LANParty JR GF9400 T2RS
- LANParty JR P45 T2RS
- LANParty DK P45 T3RSB+
- LANParty DK P45 T2RS+
- LANParty LT X38 T2R
- LANParty UT P35 T2R
- LANParty DK P35 T2RS
- Blood Iron P35 T2S
- LANParty UT Crossfire ICFX3200-T2R/G
- LANParty UT Intel 915P-T12
- LANParty Intel 925X-T2
- LANParty Intel 875P-T

Socket (LGA1366)
- DFI LP UT X58-T3eH8

Socket 370
- CS30-TC/TL
- CS32-TC/TL
- CS35-TC/TL

У DFI также есть другая линейка, рассчитанная преимущественно на бюджет оверклокеров. Это линейка «Infinity»/«Bloodiron», которая началась с nForce 2.
«Bloodiron» — просто переименованная серия Infinity.
линейка AMD
- nForce 4 DAGF
- nForce 4 Ultra Infinity
- nForce 4x Infinity
- nForce 4 SLI Infinity
- RS482 Infinity
- nForce 2 Infinity
- CFX3200-M2/G Infinity

линейка Intel
- Intel 975X/G Infinity
- Intel P965 Express

DFI также производит различные материнские платы для основной категории покупателей. Это линия продуктов «General». Для желающих собрать бесшумный компьютер эта линия продуктов называется «Silent PC» (бесшумный компьютер).

## Известные компании розничной продажи
Дания
- Komplett

Англия
- CCL Computers
- Overclockers
- yoyotech

Нидерланды
- Komplett

Норвегия
- Komplett

Швеция
- Komplett

США
- Newegg